# زنان در باستان‌شناسی

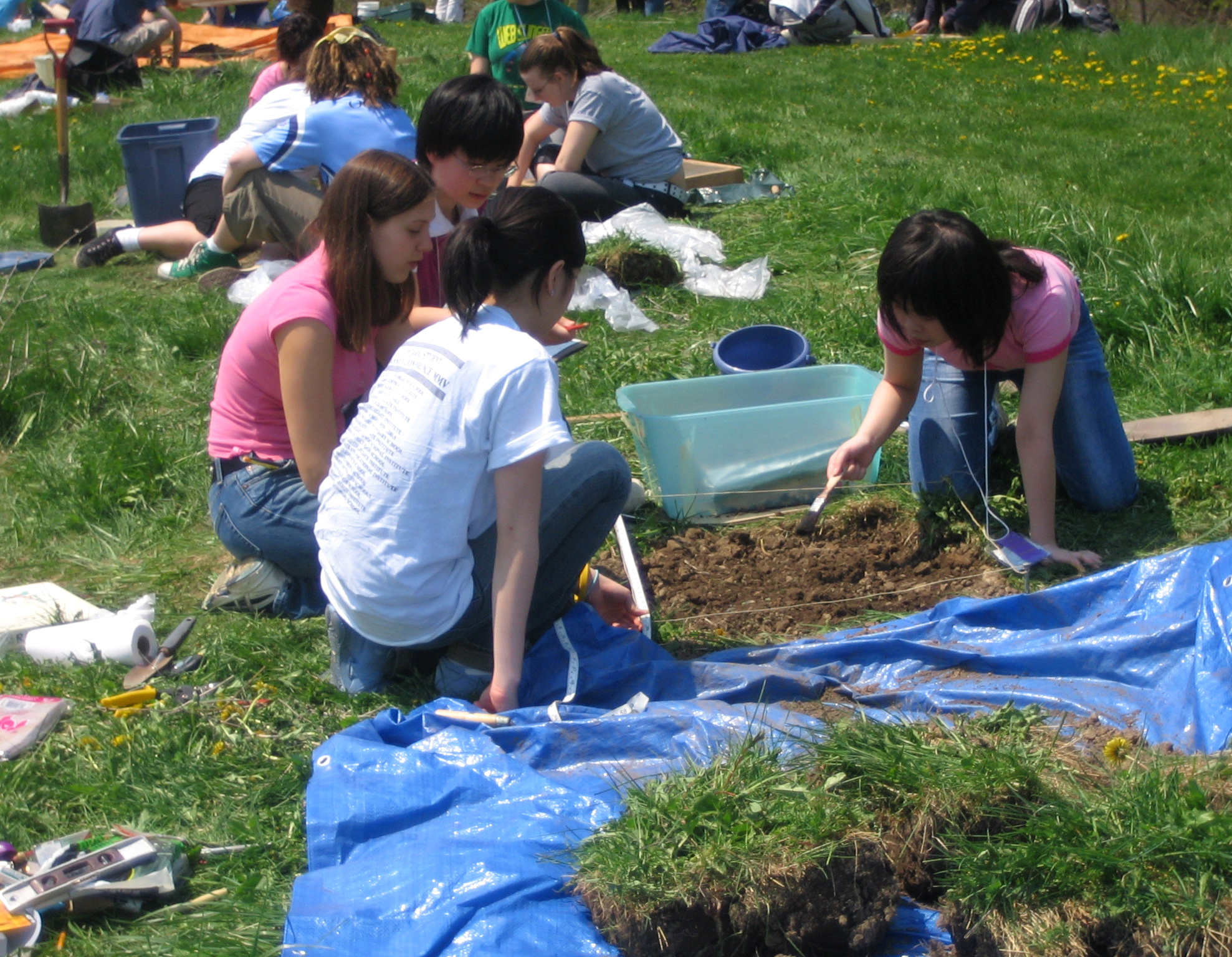
کاوش باستان‌شناسی در کنفرانس کلاسیک دانشجویی انتاریو.

زنان در باستان‌شناسی بخشی از تاریخ باستان‌شناسی و به‌طور کلی‌تر موضوع زنان در علم است. در قرن نوزدهم، زنان از دنبال کردن علاقه به باستان‌شناسی منع می‌شدند، اما در قرن بیستم، مشارکت و به رسمیت شناختن تخصص آنان افزایش یافت. با این حال، زنان در باستان‌شناسی با تبعیض جنسیتی مواجه‌اند و بسیاری از آن‌ها در محیط کار مورد آزار و اذیت قرار می‌گیرند.

## تاریخچه

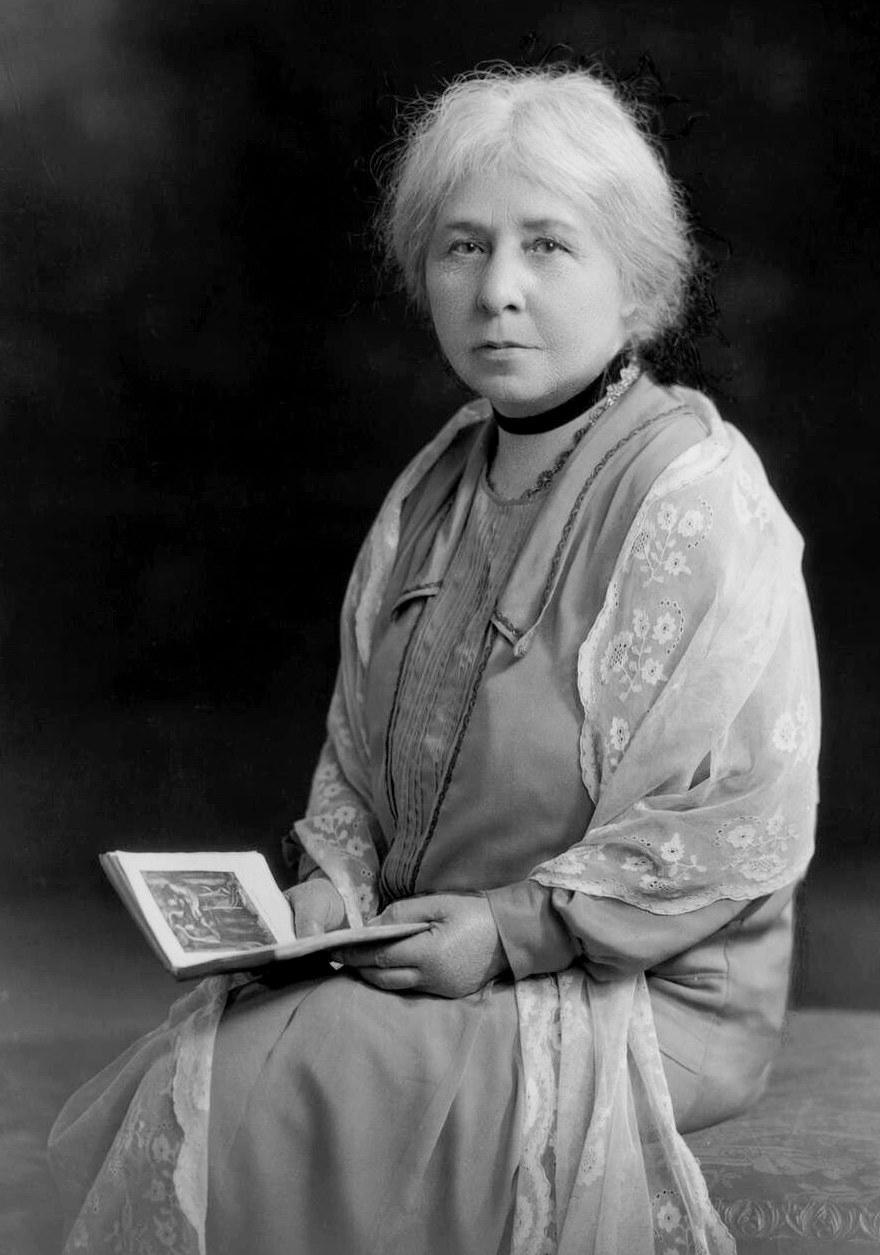
مارگارت موری (۱۸۶۳–۱۹۶۳) نخستین زنی بود که به عنوان مدرس باستان‌شناسی در بریتانیا منصوب شد.

به عنوان یک رشتهٔ علمی حرفه‌ای، باستان‌شناسی در قرن نوزدهم به عنوان یک شاخهٔ آکادمیک بنیان نهاده شد و عمدتاً از طریق مطالعهٔ آثار باستانی گسترش یافت. پیش از دوره ویکتوریا، زنان در کانادا، بریتانیا و ایالات متحده آمریکا به ندرت در باستان‌شناسی حرفه‌ای فعالیت می‌کردند (هرچند در آن زمان، باستان‌شناسی بیشتر به عنوان فعالیت افراد ثروتمند تلقی می‌شد و کارگران برای حفاری دستمزد دریافت می‌کردند). مشارکت زنان در این حوزه، هم از سوی مردان و هم تحت فشارهای اجتماعی منع می‌شد، زیرا این شغل به نوعی مردانه‌سازی نقش پذیرفته‌شدهٔ زنان به عنوان خانه‌دار و پرورش‌دهنده تلقی می‌شد. حتی پس از ورود به این حوزه، عدم پذیرش زنان توسط همکاران مرد در کاوش باستان‌شناسی باعث شد که بسیاری از آنان نقش‌هایی خارج از دانشگاه انتخاب کنند و در موزه‌ها یا انجمن‌های حفاظت فرهنگی مشغول شوند. در اروپا، زنان اغلب به عنوان همکاران پژوهشی همسرانشان وارد این رشته می‌شدند یا هنگامی که همسرانشان در مستعمرات یا مناطق تبلیغاتی مذهبی مأموریت داشتند، به مطالعه فرهنگ‌ها می‌پرداختند. از اواسط دهه ۱۸۵۰، مراکز آموزش عالی زنان شروع به ارائه دوره‌های جداگانه برای آن‌ها کردند و در دهه ۱۸۷۰، چندین کشور اروپایی پذیرش زنان در برنامه‌های دانشگاهی را آغاز کردند. هرچند زنان به تحصیل باستان‌شناسی پذیرفته می‌شدند، به ندرت به عنوان همتایان مردان در نظر گرفته می‌شدند و اغلب به انجمن‌های معتبر راه نمی‌یافتند، یا اجازهٔ تکمیل آموزش‌های میدانی را نداشتند. با این حال، استثناهایی مانند هانا رید، باستان‌شناس سوئدی و مادلین کولانی، باستان‌شناس فرانسوی وجود داشتند، اما بیشتر زنان مجبور به مبارزه برای دستیابی به فرصت‌هایی مانند ادیت هال، هریت بوید هاوس، مارینا پیکازو، اوجنی سلرز استرانگ و بلانچ ویلر ویلیامز برای انجام پروژه‌های کاوش بودند.
در موارد رایج‌تر، زنانی مانند جوهانا مستورف، باستان‌شناس آلمانی که به عنوان متصدی موزه و پژوهشگر دانشگاهی فعالیت داشت؛ نویسندگانی چون آملیا ادواردز، مصرشناس بریتانیایی و گرترود بل، ایران‌شناس بریتانیایی و همچنین ژان دیولافوا، ایران‌شناس فرانسوی که در طول سفرهایشان دربارهٔ کاوش‌های باستان‌شناسی می‌نوشتند، از پیشگامان زنان در این حوزه بودند. همچنین زنانی مانند تسا ویلر، که با تهیه گزارش‌ها و جمع‌آوری بودجه به همسرش کمک می‌کرد، از جمله پیشگامان باستان‌شناسی زنان محسوب می‌شوند.
در آغاز قرن بیستم، زنانی از بریتانیا مانند اوجنی سلرز استرانگ که در انجمن باستان‌شناسی آمریکا و مدرسه بریتانیایی در رم تدریس می‌کرد و مارگارت موری که در کالج دانشگاهی لندن تدریس داشت، به کادر دانشگاه‌ها پیوستند. تا زمان جنگ جهانی اول، بیشتر زنان فعال در باستان‌شناسی در موزه‌ها مشغول به کار بودند. از جمله متصدیان زن برجسته در حوزه باستان‌شناسی می‌توان به ماریا موگنسن دانمارکی، سمنی کروزو یونانی و کانسپسیون بلانکو مینگئز و اورسینا مارتینز گالگو اسپانیایی اشاره کرد.
برای ایجاد جایگاه مستقل، زنان غالباً بر روی پژوهش‌های نزدیک به محل زندگی خود یا فرهنگ بومی‌شان تمرکز می‌کردند یا به مطالعه اشیای خانگی که معمولاً مورد توجه مردان نبود، می‌پرداختند. برای مثال، ماریا گیمبوتاس حتی پس از مهاجرت به ایالات متحده، بر موضوعات مرتبط با اروپای شرقی تمرکز کرد؛ لنیر سیمونز که مایل به مطالعه فرهنگ مایا بود، به دلیل تعهدات خانوادگی مجبور شد در نزدیکی محل زندگی خود پژوهش کند؛ و هریت بوید بر روی اشیای خانگی و ظروف تمرکز داشت.
آنا آپوستولکی یونانی، مارگرت هالد دانمارکی، Felipa Niño Mas اسپانیایی و اگنس گایجر سوئدی به متخصصان نساجی تبدیل شدند؛ الیزابت مانکسگارد دانمارکی بر روی پوشاک تمرکز داشت، در حالی که شارلوت بلینهایم نروژی پوشاک و جواهرات وایکینگ‌ها را مطالعه می‌کرد. سفالگری و هنر نیز از جمله موضوعاتی بود که زنان بر روی آن‌ها کار می‌کردند.
پیش از دهه ۱۹۷۰، حتی زنانی مانند گرترود کاتون-تامپسون، هیلدا پتری و الیزابت ریفشتال، پیشگامان مصرشناسی که مشارکت‌های برجسته‌ای در این حوزه داشتند، از مجموعه‌های گردآوری‌شده از کارشناسان این رشته حذف می‌شدند. اگر هم به زنان اشاره‌ای می‌شد، نقش‌های آنان کم‌اهمیت جلوه داده می‌شد. در دوران نیو دیل، برنامه اداره ترقی کار حفاری‌هایی را در پشته‌سازان آلاباما، جورجیا و کارولینای شمالی تأمین مالی کرد که این امکان را برای رنگین‌پوستان و زنان طبقه کارگر فراهم ساخت تا در کارهای باستان‌شناسی شرکت کنند. با این حال، تعاریف طبقاتی و نژادی از زنانگی، مشارکت گسترده زنان سفیدپوست را محدود می‌کرد و آن‌ها بیشتر در سازمان‌های آماتوری فعالیت داشتند.

## حفاظت باستان‌شناسی

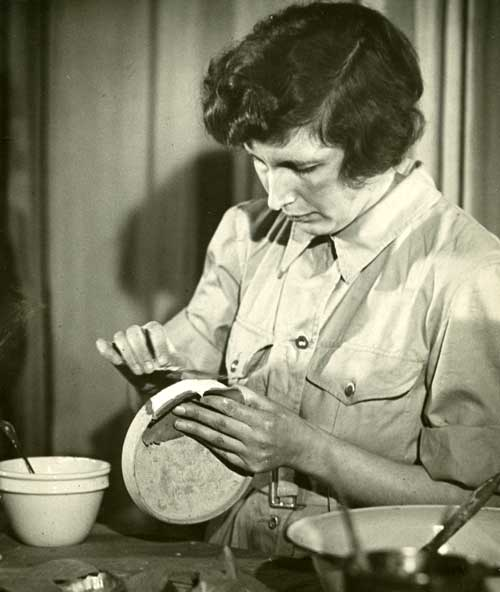
آیون گدی (۱۹۰۷–۱۹۹۰) بنیان‌گذار بخش حفاظت در مؤسسه باستان‌شناسی یوسی‌ال بود.

از دهه ۱۸۸۰ به بعد، حفاظت رسمی اشیای باستان‌شناسی در محیط‌های موزه‌ای غربی، عمدتاً تحت سلطه دانشمندان و تکنسین‌های مرد بود. اما حفاظت از اشیا در میدان‌های کاوش و محیط‌های آموزشی، عمدتاً بر عهده زنان، به‌ویژه همسران و بستگان مردان باستان‌شناس، قرار داشت. مشابه با وضعیت باستان‌شناسان زن، این مشارکت‌های تخصصی در اسناد رسمی و انتشارات مرتبط با کارهای باستان‌شناسی ثبت نمی‌شد.
تخصص زنان در زمینه حفاظت از آثار باستانی، ابتدا در مؤسسه باستان‌شناسی یوسی‌ال واقع در سنت جانز لاج، ریجنتس پارک، بین سال‌های ۱۹۳۷ تا ۱۹۵۹ توسعه یافت. هنگامی که این مؤسسه در سال ۱۹۵۹ به گوردون اسکوئر منتقل شد، برنامه آموزشی حفاظت توسط آیون گدی راه‌اندازی شد که از سال ۱۹۳۷ تا ۱۹۷۵ در این مؤسسه تدریس کرد.
اشیایی که در سنت جانز لاج مورد حفاظت قرار گرفتند، بعدها بنیان مجموعه‌های مؤسسه باستان‌شناسی، از جمله مجموعه فلسطین فلیندرز پتری را تشکیل دادند. این مجموعه‌ها نقش کلیدی در تبدیل مؤسسه باستان‌شناسی به یک مرکز مطالعاتی بین‌المللی ایفا کردند.